# こぐまのケーキ屋さん
『こぐまのケーキ屋さん』は、カメントツによる日本の漫画作品である。

## 概要
ケーキ屋の店長を務める小熊と、ケーキ屋で働くことになった青年を取り巻く日常を描いた漫画作品。
第1作目は、カメントツが友人のために描き下ろした四コマ漫画であり、2017年11月にTwitter上で発表された。たちまち大きな話題となり、１話を公開した時点で15件もの連載・単行本化の誘いが来たという。その後、契約出版社が小学館に決まり、連載及び単行本の発行は同社により行われた。その後も、Twitter上で1週間に1-2作のペースで新作が発表されていたが、2023年1月を以って新作の発表がなくなり、事実上終了した。
作者であるカメントツのTwitterアカウント以外からも、以下のウェブサイトで読むことができる。
- ねとらぼ 「おまとめ こぐまのケーキ屋さん」（2017年12月17日 - 2023年1月8日）[4]
  - Twitterで発表された「こぐまのケーキ屋さん」を週に一度5話ずつまとめて読めるようにされたもの[5]。
- YouTube 「こぐまのケーキ屋さん ちゃんねる」（2019年10月13日 - 2021年1月13日）
  - Twitterで発表された「こぐまのケーキ屋さん」を「ミニアニメ」として動画化したもの。こぐまと店員をはじめとした登場キャラクターの声は、すべて声優の戸代志稲が担当している[6]。

## 登場人物
こぐま
声 ‐ SKY-HI (TVCM) / 戸代志稲 (めばえ付録DVD、YouTube)
物語の主人公である小熊。ケーキ屋を営んでいるパティシエ。身長は小学生低学年ほどで、登場する際はつねに「コック帽」をかぶっている。一人称は「くま」。
基本的に敬語で話すが、話し方はたどたどしく、「"プリンアラモード"などの言葉をうまく発音できない」「ふきだしの中の台詞はすべてひらがな」「文節の途中で改行されることが多い」などの特徴がある。書ける文字もひらがなのみである。ケーキを作る時や楽しい時には、歌をうたう癖がある。
店にお客が絶えないことから、ケーキの味は絶品である模様。研究を重ねて新商品のケーキを開発し、ケーキ以外にもパフェやタピオカドリンクといったスイーツを作れ、コーヒーの淹れ方にもこだわりがあるなど、パティシエとしての腕前はかなりのものであることがうかがえる。ただし、ソフトクリーム作り中に蝶に気を取られて盛り付けできなくなったなど、失敗してしまうこともある。
他にも、折り紙でケーキやソフトクリームを作れるなど、スイーツに関する造形も得意。普通の紙飛行機などを作ると不格好になってしまうが、ケーキ型の紙飛行機ならばきれいに作れる。
スイーツ以外のことに関する知識はあまりなく（紙幣・図書館・乳牛の存在を知らなかった）、店員から様々なことを教わっている。店員を「てんいんさん」と呼んでおり、店員が風邪だった時にはお見舞いに訪れるなど、私生活においても親友のような付き合いをしている。
店員から贈られたランドセル（店員が昔使っていたもの）を愛用している。こぐまが自分と同様にランドセルを背負った小学生を見たことで、小学校に興味を持つ。店員が小学校へ相談した結果、ケーキ屋の休店日に「家庭科の先生（製菓講師）」として授業を行い、ほかの授業も児童と共に受けられるようになった。児童達には「くま先生」と呼ばれている。
「かっぱのきゅうり屋さん」という漫画を気に入っており、主人公のかっぱのグッズを集めている。
店員
声 ‐ 花江夏樹 (TVCM) / 戸代志稲 (めばえ付録DVD、YouTube)
こぐまのケーキ屋の常連客だった青年（大学生）。第8話にて、忙しいこぐまを手伝うためにケーキ屋の店員になる。一人称は「ぼく」。
ケーキ屋で働きはじめる際、こぐまのことを「店長」と呼んだのをこぐまが喜んだ事で、以後はその呼び名が定着する。こぐまのパティシエとしての腕前に、つねに敬意を払っている。
非常に優しい性格で、公私問わずこぐまのことを気にかけている。前述の通り、こぐまに様々な知識を教えており、天真爛漫なこぐまの言動にツッコミを入れたり感心させられたりしている。
うさぎ
声 ‐ 戸代志稲 (YouTube)
こぐまが製菓材料を仕入れる「スーパーうさぎ」の経営者。一人称は「自分」で、語尾に「ッス」がつく。こぐまのケーキ屋でクレジットカードを使おうとするなど、経営者としてはやり手のようである。彼のスーパーでは、取引でどんぐりなど現金以外も使えるとのこと。
男の子
声 ‐ 戸代志稲 (YouTube)
こぐまが「家庭科の先生」として授業を担当した児童の一人。こぐまが授業を受ける際には、こぐまの隣の席に座っている。放課後に自分の家へこぐまを招いたり、夏休みに朝のラジオ体操へ誘ったりと、こぐまとの親交を深めている。
おじいさん
回想編（単行本描き下ろし）にのみ登場。過去は優秀なパティシエで、小さな店を企業化してやがて大企業へと成長させたが、最愛の配偶者の訃報を知ってからは失意の中で隠遁生活を送っていた。そこへふらりとこぐまが訪れた事で、自身の職人としての魂に火がついたのか、こぐまにパティシエとしての知識を仕込んだようである。

## 反響
作品の発表後、すぐに複数の出版社からオファーがあり、6日後には「こぐまのケーキ屋さん」が本になることが発表された。Twitter上で発表された作品を2色化したり特別編を加筆した単行本が2018年3月に発売され、同月6日には早くも重版が決定した。
東京の渋谷・ロフトでは3月7日から25日にかけてコラボレーション企画としてカフェが開催され、メニューや店内に作品世界が展開した。
2018年8月3日には、ローソンの「ウチcafe」とのコラボレーションでスイーツやグッズが販売された。
2019年に花王キュキュットとのコラボレーションを実施。

## 書籍
- カメントツ『こぐまのケーキ屋さん』〈ゲッサン少年サンデーコミックススペシャル〉、既刊6巻（2021年10月12日現在）
  1. 2018年3月2日発売、ISBN 978-4-09-128218-7
  2. 2018年8月24日発売、ISBN 978-4-09-128479-2
  3. 2018年12月18日発売、ISBN 978-4-09-128826-4
  4. 2019年9月12日発売、ISBN 978-4-09-129457-9
  5. 2020年9月11日発売、ISBN 978-4-09-129717-4
  6. 2021年10月12日発売、ISBN 978-4-09-850747-4